# 互补分布
在语言学中，当两个语言成分（辅音、元音、词素等）不能在同一个环境中出现，即处于互补分布。

## 语音分析
当两个以上的语音成分处于互补分布时，这两种成分一般可以视为同一个音位的条件变体。

### 英語互補分布
- 在英语中，清不送气塞音只出现在词首s-之后（spin、star、scar），而清送气塞音出现在词首（pin、tar、car），两套辅音处于互补分布：s-之后不存在送气塞音，词首也不存在不送气塞音。因此，清不送气塞音和清送气塞音只是清塞音的条件变体，实际上只有一套清塞音。

| 辅音                   | 音节首 | 音节首s-之后 | 词尾 |
| p t k （清不送气塞音） | 无     | 有           | 无   |
| （清送气塞音）         | 有     | 无           | 有   |

### 華語互補分布
- 在華語中，舌面前音聲母（j, q, x）可接的韻母與捲舌音聲母（zh, ch, sh, r）或平舌音聲母（z, c, s）可接的韻母完全互斥，可以互相為互補分布。這是因為原本平舌音可接含i, ü韻母的字音在尖團合流後，全部併入舌面前音的緣故。在威妥瑪拼音就將舌面前音和捲舌音使用同樣的符號表示，在台羅拼音中則是舌面前音和平舌音使用同樣符號表示；在兩者互補分布的情況下，使用同樣符號仍能起辨義作用。

| 聲母     | 可接韻母           |
| -------- | ------------------ |
| 舌面前音 | 含的韻母           |
| 捲舌音   | 含或不含介音的韻母 |
| 平舌音   | 含或不含介音的韻母 |

### 哈尼语互補分布
- 在哈尼语中，辅音的送气特征和元音的鬆緊特征处于互补分布：清送气塞音只同鬆元音结合，清不送气塞音只同紧元音结合。与英语的情况一样，可以推测哈尼语实际上没有清送气塞音和不送气塞音的对立，这两套辅音是清塞音的变体。

| 辅音                          | 紧元音 | 鬆元音 |
| p t k （清不送气塞音）        | 有     | 无     |
| [pʰ] [tʰ] [kʰ] （清送气塞音） | 无     | 有     |
| b d g （浊塞音）              | 有     | 有     |

### 互補分布特例
但是，这个原则仍然有一些特例，因为当两个语音成分之间没有任何共同的语音特征—尽管这两个语音成分处于互补分布，很难断定它们是否同一个音位的变体。例如，英语的[h]只出现在词首，[ŋ] 只出现在词尾，显示出明显的互补分布，但由于这两个辅音没有共同的语音特征，从来不发生交替，没有历史关系等原因，因此一般语言学家认为是两个独立的音位。